# 土屋恵三郎
土屋 恵三郎（つちや けいざぶろう、1953年11月22日 - ）は、神奈川県出身の高校野球指導者。
桐蔭学園高等学校在学時は捕手で主将。現在、星槎国際湘南野球部監督。

## 経歴

### 高校時代
桐蔭学園高では奇本芳雄監督の下、捕手、四番打者、主将として大塚喜代美とバッテリーを組み活躍。1971年春季関東大会決勝に進出し、エース竹内広明を擁する深谷商を延長10回で降し優勝。同年夏の甲子園県予選決勝で武相高のエース根建忍を打ち崩し、夏の選手権初出場を決める。同大会では準決勝で岡義朗、ケネス・ハワード・ライトのいた岡山東商に逆転勝ち。決勝では磐城高の「小さな大投手」田村隆寿に苦しむが1-0で辛勝、初優勝を飾った。直後の全日本高校選抜ハワイ遠征に参加。

### 大学野球
卒業後は法政大学に進学、東京六大学野球リーグで活躍する。1年上には高浦美佐緒、同期に中西清治がおり、厳しい正捕手争いが続いた。2年下の江川卓らとバッテリーを組み、1974年日米大学野球日本代表に選出される。同年秋季リーグでは初の優勝を経験した。翌1975年も日米大学野球日本代表に選出され、駒澤大学の中畑清（のち横浜DeNAベイスターズ監督）などと親交を深める（中畑は後に桐蔭学園勇退時のパーティーにも列席している）。しかし同年は江川と同期の袴田英利が正捕手に定着、あまり出番はなくなる。中西以外の大学同期に岩井隆之、北原光広らがいた。

### 社会人野球
法政大学卒業後は三菱自動車川崎に入社。1979年の都市対抗では日本石油に補強され、日本生命との1回戦で2打席連続本塁打を放つ。同年は三菱自動車川崎チームとして第6回社会人野球日本選手権大会に初出場を果たす。翌1980年にはチーム8年ぶりの都市対抗出場に貢献。翌1981年の都市対抗では準々決勝まで進むが、新日鐵広畑に惜敗した。この時のチームメートには福家雅明、垣野多鶴らがいる。

### 指導者として
1982年秋に母校である桐蔭学園高野球部監督に奇本の後任として就任。就任直後に同校初で春夏通じて12年ぶりの甲子園となる第55回選抜高等学校野球大会出場に導いた。
- 1988年第60回選抜出場時は、準決勝で当時選抜初出場であった上甲正典監督率いる宇和島東高校と対戦。延長16回の死闘の末に敗れた。この試合は後に名将と呼ばれる上甲監督をして、延長を戦った試合のベストゲームと言わしめ、この大会が上甲監督の甲子園初優勝となった。
- 1992年第74回夏の大会は高橋由伸等を擁して爆発的な打線で県大会を制し、甲子園でも東の横綱として優勝候補の呼び声が高かった。しかし開幕戦となる1回戦で当時初出場の沖縄尚学高校に延長戦敗北を喫し、これが現在まで桐蔭学園史上唯一の夏の甲子園初戦敗退となっている。
- 桐蔭学園監督時は、通算10度の甲子園出場へ導いた(春5回、夏5回)。
- 2007年の秋季神奈川大会の後、監督を退き総監督に就任。後任監督には片桐健一（1991年夏の甲子園出場メンバー）が就いた。
- 2008年には長年高校野球の発展に貢献したとして、高野連から『育成功労賞』を受賞した。
- 2009年には2年振りに監督として現場復帰を果たすと、その夏の県大会で同年選抜出場の慶應義塾高校を破るなど快進撃を続け、10年ぶりの夏の甲子園まであと一歩となる決勝まで駒を進めた（優勝は甲子園初出場の横浜隼人高校）。
- 2009年秋には、県大会で横浜高校に７点先制を許すも大逆転勝ち、その後も神奈川2位で関東大会まで勝ち進み、選抜出場当確まであと1勝と迫ったが、ここでも東海大望洋高校に敗れ、選抜落選となった（この時最後まで選考で競っており、僅差で選抜出場を決めた日大三高は、選抜で準優勝した）。
- 2013年春の県大会は、準決勝で東海大相模に7-1で勝利。決勝では前年夏の決勝で敗れた相手、甲子園を沸かせた松井裕樹擁する桐光学園に4-0とリベンジし（ただし松井は登板せず）、久々の神奈川制覇となった。
- 2013年の夏を以って桐蔭学園監督を勇退した。同校の後任監督は桐蔭学園中学校野球部で全国制覇の実績を持つ大川和正。勇退時のパーティーには教え子の元プロ野球選手や野村克也夫妻など、プロ・アマ問わず数多くの球界関係者・有名人が列席し、実績・人脈をあらためて知らしめた。
- 2014年の4月より、星槎グループスポーツ振興室長に就任した。
- 2015年1月1日付で、星槎国際湘南野球部の監督に就任。同年夏の高校野球神奈川県大会では1勝を挙げ、健在ぶりをアピールした。
- 監督として数多くのプロ野球選手を育成したが、人間教育のポリシーとして、高校から直接プロに進むことは良しとせず、大学または社会人を経験したのちにプロに進むよう指導を行っている。従って2016年まで、高校から直接プロに進んだ教え子は存在しなかったが、2017年のドラフト会議でオリックス・バファローズから4位指名を受け入団した本田仁海が初めて、高校から直接プロ入りした教え子となった。

## 甲子園での成績（監督時）
- 春選抜出場5回(第55回1回戦敗退、第60回ベスト4、第66回1回戦敗退、第67回1回戦敗退、第75回1勝)
- 夏選手権出場5回(第66回2勝・ベスト16、第73回2勝・ベスト16、第74回1回戦敗退、第79回2勝・ベスト16、第81回2勝・ベスト8)

## 主な教え子

### 桐蔭学園高等学校監督時代
- 齊藤博久 - 桐蔭横浜大学監督、2012明治神宮野球大会優勝
- 大久保秀昭 - プロ野球選手
- 志村亮 - 元慶應義塾大学投手、東京六大学連続完封・イニング連続無失点記録保持者
- 萩原康 - 元シダックス投手、桐蔭横浜大学助監督として2012年大学日本一
- 小桧山雅仁 - プロ野球選手
- 関川浩一 - プロ野球選手
- 髙木大成 - プロ野球選手
- 副島孔太 - プロ野球選手
- 高橋由伸 - プロ野球選手
- 早見和真 - 小説家、桐蔭野球部をモデルとした小説『ひゃくはち』の作者
- 吉田好太 - プロ野球選手
- 小野剛 - プロ野球選手
- G.G.佐藤 - プロ野球選手
- 浅井良 - プロ野球選手
- 平野恵一 - プロ野球選手
- 川岸強 - プロ野球選手
- 普久原淳一 - プロ野球選手
- 由田慎太郎 - プロ野球選手
- 栂野雅史 - プロ野球選手
- 村上純平 - 鷺宮製作所所属、第37回IBAFワールドカップ日本代表
- 加賀美希昇 - プロ野球選手
- 鈴木大地 - プロ野球選手
- 井領雅貴 - プロ野球選手
- 川相拓也 - プロ野球選手
- 茂木栄五郎 - プロ野球選手
- 若林晃弘 - プロ野球選手
- 齊藤大将 - プロ野球選手
- 山野辺翔 - プロ野球選手

### 星槎国際高等学校湘南監督時代
- 本田仁海 - プロ野球選手